# El Pingo
El Pingo é uma junta de governo da província de Entre Ríos, na Argentina.